# Europäische Breitwandfilme in Technirama
Die Liste führt alle in Technirama gedrehten europäischen Breitwandfilme auf.

## Filme
- 1956: Die Monte Carlo Story (The Monte Carlo Story)
- 1957: Rendezvous in Rom (Souvenir d’Italie)
- 1957: Heisse Küste (This Angry Age)
- 1957: Arrivederci Roma (Seven Hills of Rome)
- 1958: Davy
- 1958: Die Elenden (Les Misérables)
- 1958: Anna von Brooklyn (Anna di Brooklyn)
- 1958: Keine Schonzeit für Blondinen (La ragazza del Palio)
- 1958: Sturm im Osten (La tempesta)
- 1958: Die nackte Maja (The Naked Maja)
- 1959: Serenade einer grossen Liebe (For the First Time)
- 1959: Il padrone delle ferriere
- 1959: Honeymoon
- 1959: Vacanze d’inverno
- 1960: Karthago in Flammen (Cartagine in fiamme)
- 1960: Messalina (Messalina, Venere imperatrice)
- 1960: Im Land der langen Schatten (The Savage Innocents)
- 1960: Der Mann mit der grünen Nelke (The Trials of Oscar Wilde)
- 1960: …und vor Lust zu sterben (…et mourir de plaisir)
- 1960: Vor Hausfreunden wird gewarnt (The Grass Is Greener)
- 1961: Der junge General (La Fayette)
- 1961: Die Herrin von Atlantis (Antinea, l’amante della città sepolta)
- 1961: Schwarze Trikots (Black Tights)
- 1961: Herkules erobert Atlantis (Ercole alla conquista di Atlantide)
- 1961: The Queen’s Guards
- 1961: Liebenswerte Gegner (The Best of Enemies)
- 1961: Platz nehmen zum Sterben (The Hellions)
- 1961: Madame Sans Gêne
- 1961: Barabbas
- 1962: Pontius Pilatus (Ponzio Pilato)
- 1962: Der goldene Pfeil (L’arciere delle mille e una notte)
- 1962: I Don Giovanni della Costa Azzurra
- 1962: Kaiserliche Venus (Venere imperiale)
- 1963: Der Leopard (Il Gattopardo)
- 1964: Zulu
- 1964: Raubzug der Wikinger (The Long Ships)
- 1967: Tal der Hoffnung (Clint el solitario)